# Apostolische Gemeinde Düsseldorf-Mitte
Das Kirchengebäude der Apostolischen Gemeinde Düsseldorf-Mitte steht auf der Cantadorstraße 11 in Düsseldorf-Stadtmitte und dient der Gemeinde als Gottesdienststätte und wird für übergemeindliche und überregionale Veranstaltungen der Apostolischen Gemeinschaft genutzt. Sie wurde 1959/60 erbaut und am 23. Januar 1960 eingeweiht.

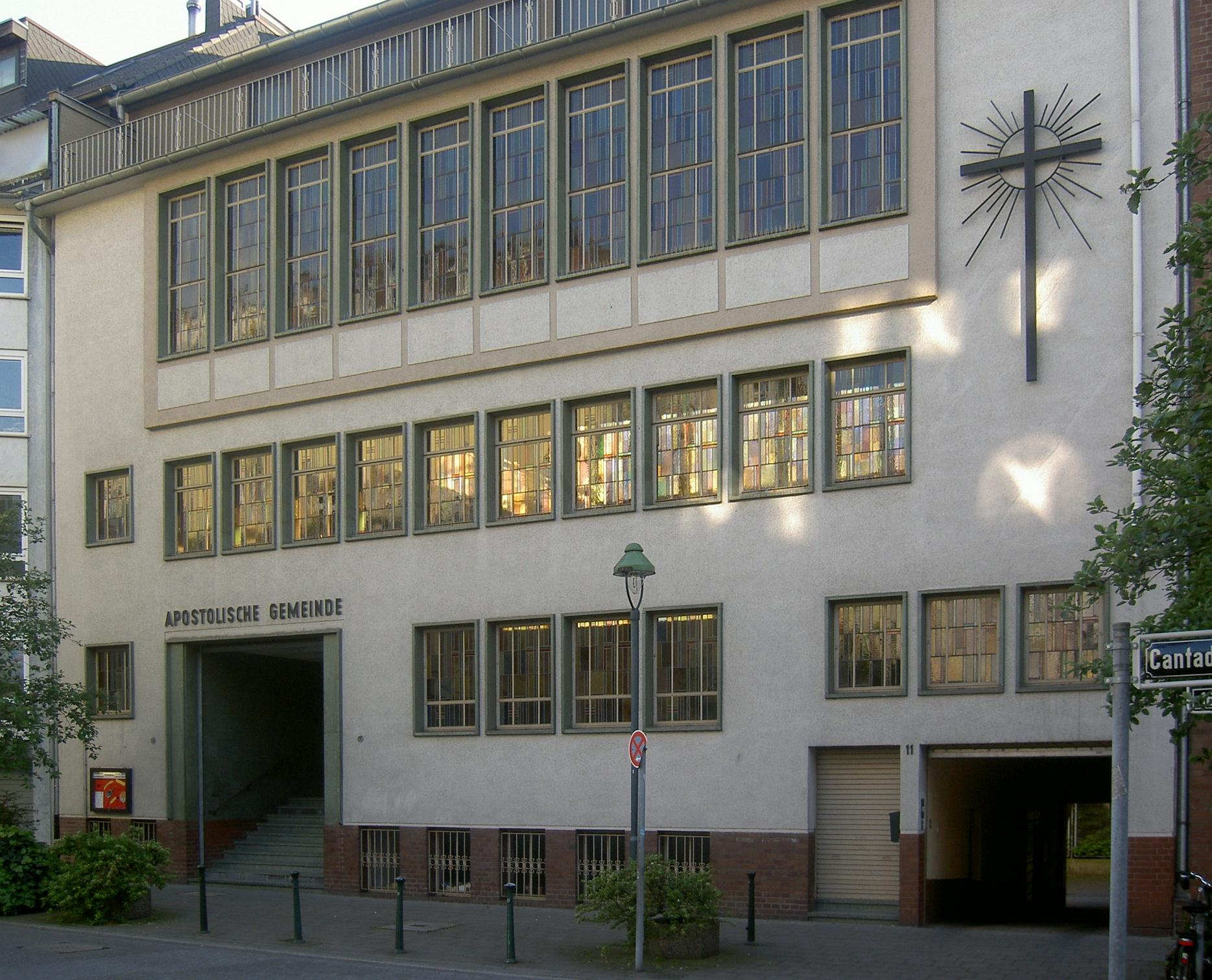
Straßenansicht, vor der Renovierung 2009

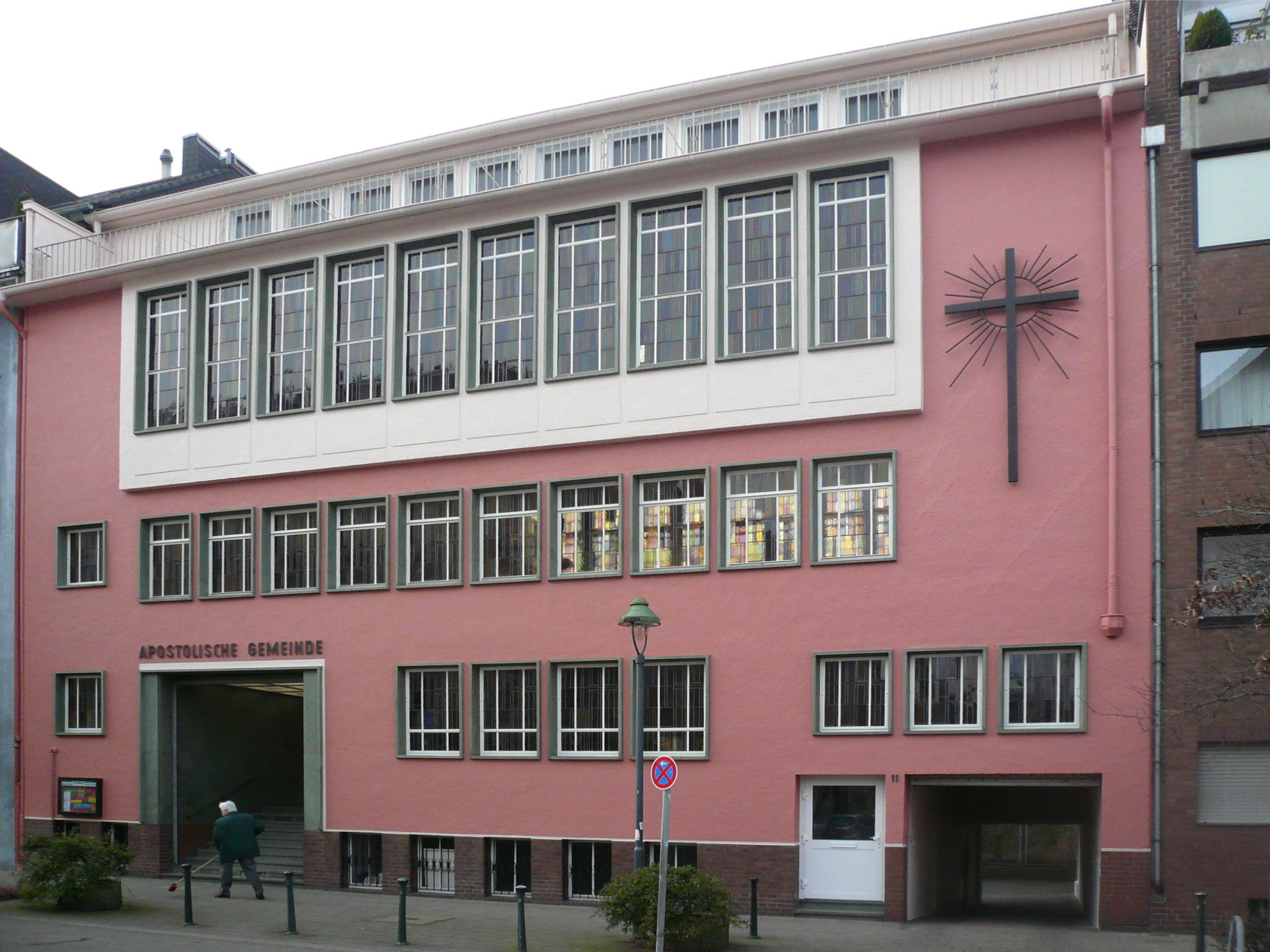
Straßenansicht, nach der Renovierung Anfang 2010

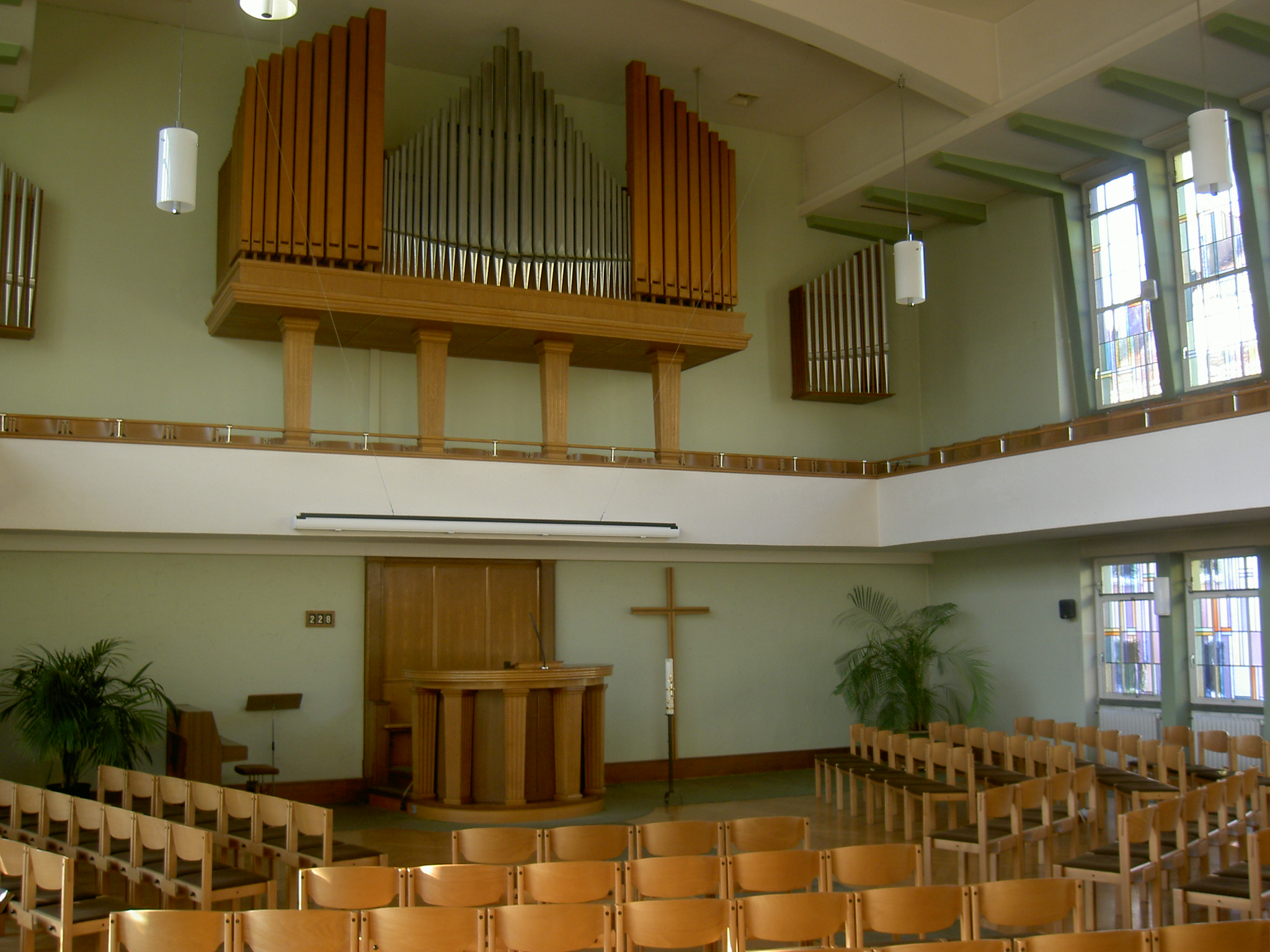
Kirchensaal, vor der Renovierung 2009

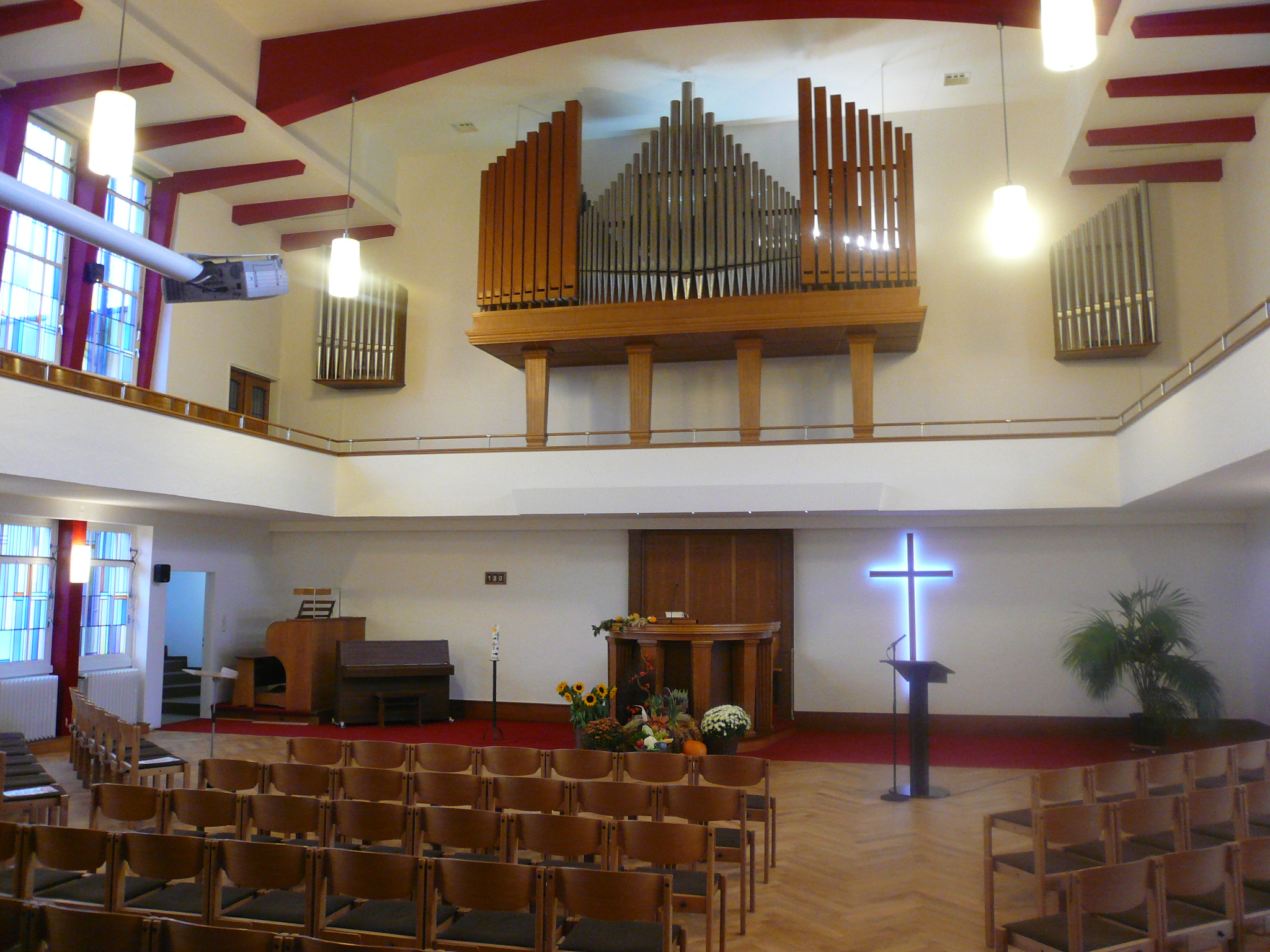
Kirchensaal, nach der Renovierung 2014

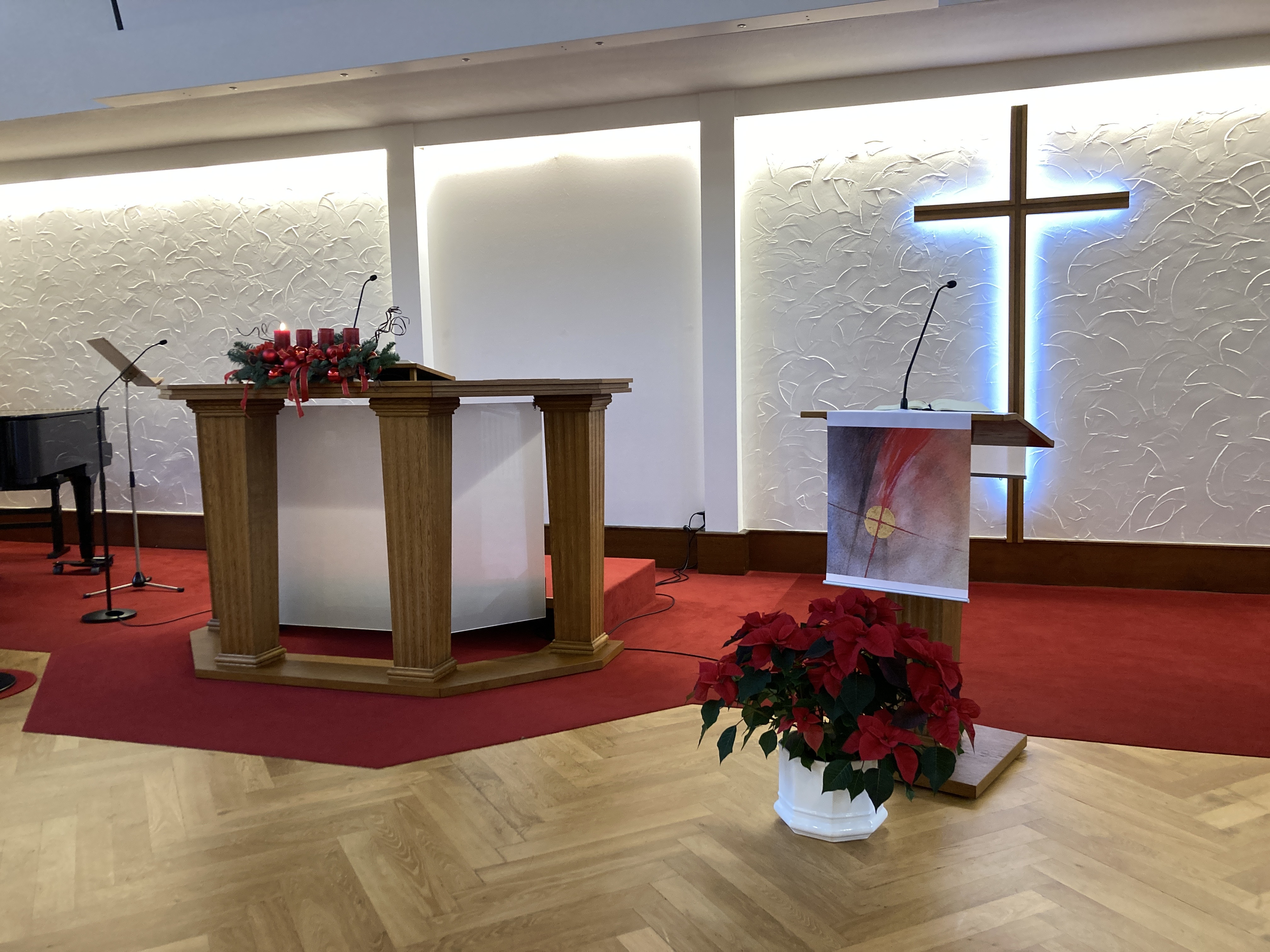
Neuer Altar und Ambo aus dem Material des alten Altars

## Vorgeschichte
Die Entstehung der Gemeinde Düsseldorf-Mitte hat ihren Ursprung in der Trennung von der Neuapostolischen Kirche. Aufgrund der Botschaft des neuapostolischen Stammapostels J.G. Bischoff „... ich werde nicht sterben, Jesus Christus kommt noch zu meiner Lebzeit wieder“ kam es weltweit zu Abspaltungen von der Neuapostolischen Kirche. Eine der größten Abspaltungen fand im Rheinland statt. Dieser Bezirk war mit 47.000 Mitgliedern wohl die zweitgrößte Gebietskirche der Neuapostolischen Kirche. Der „Bezirksapostel“ Peter Kuhlen und seine „Mitapostel“ Dunkmann und Dehmel wurden am 23. Januar 1955 in der damaligen Hauptverwaltung der Neuapostolischen Kirche in Frankfurt a. M. aus dieser Kirche ausgeschlossen. Am Tag darauf gründeten sie in Düsseldorf die „Apostolische Gemeinschaft“. Die fünfzehn Gründungsmitglieder des Vereins waren: die „Apostel“ Kuhlen, Dehmel, Dunkmann; die „Bischöfe“ Behrendt und Schmohl sowie die „Ältesten“ Fürstenau, Blume, Heitkamp, Petzold, Kraemer, Mehler, Schrimper, Kloß, Schombert und Geuer. Aufgrund der Rechtslage erhielt die neue Gemeinschaft keinen Anteil am Vermögen der Mutterkirche, so dass ohne Gebäude, Mobiliar und Kultgegenstände angefangen werden musste.
Erste Versammlungen in Düsseldorf nach der Trennung 1955 erfolgten in der Aula der Goetheschule auf der Lindemannstraße (Zoo-Viertel) und in der Luisenschule (Friedrichstadt) etwas später. Der Hauptanteil dieser „Geschwister“ kam aus der neuapostolischen Gemeinde Krahestraße (Düsseldorf-Flingern). Diese hatte vor der Trennung ca. 1.100 Mitglieder, von denen ca. 900–1.000 die Gemeinde verließen. Weitere kleine Gruppen aus der neuapostolischen Gemeinde Möhlaustraße (Düsseldorf-Derendorf) kamen in Einfachunterkünften in Düsseldorf-Rath und auf dem Thewissenweg zusammen, weil es keinen geeigneten Großraum in diesem Bereich gab. In Düsseldorf-Unterbilk wurde dann auf der Konkordiastraße eine neue, größere, eigene Versammlungsstätte gefunden, wodurch die Aula der Luisenschule wegfiel. Im Stadtteil Derendorf wurde auf der Frankenstraße eine erste größere Unterkunft für diesen Bereich gefunden. Die Räumlichkeiten der Gemeinde Eller waren bereits vor der Trennung von der Neuapostolischen Kirche auf den Namen von „Geschwistern“ angemietet worden. Die Gemeinden in Oberkassel und Wersten und auch Gerresheim etablierten sich in der folgenden Zeit.

## Baugeschichte und -beschreibung
Um endlich einen eigenen zentralen Ort für Versammlungen und Gottesdienste, auch des Bezirkes, zu erhalten, wurde in Düsseldorf-Stadtmitte nach einem entsprechenden Grundstück gesucht. Auf der Klosterstraße 79 gab es eines, das gekauft und auf dem die Kirche errichtet werden sollte. Eine geplante schmale 25 m in die Tiefe reichende Kirche war aber nicht genehmigungsfähig. Eine weitere Möglichkeit gab es dann auf der damaligen Heinestraße 9 und 11 (seit 1963 Cantadorstraße). Die erste Bauanfrage für diesen Bauplatz erfolgte im Januar 1958. Am 24. Januar 1958 genehmigte der Vorstand der Apostolischen Gemeinschaft, bestehend aus Peter Kuhlen, Siegfried Dehmel, Ernst Dunkmann, Franz Behrendt und Hermann Schmohl, den Ankauf des Grundstückes für 150.000 DM.
Am 31. Januar 1958 erfolgte die Unterzeichnung des Kaufvertrages für das Trümmergrundstück Heinestraße 9a mit 215 m² und Heinestraße 11 mit 350 m2. Verkäufer des Grundstücks war ein Düsseldorfer Autohausbesitzer, dem auch die seitlich angrenzenden Grundstücke gehörten. Der Kaufpreis betrug DM 120.000 und der Besitzübergang war der 1. Juli 1958.
Unter der Leitung und Federführung von „Apostel“ Kuhlen wurde ab 1958 mit dem der Gemeinde seit vielen Jahren bekannten – aber weder der neuapostolischen noch apostolischen Gemeinde angehörenden – Architekten Franz Kupp die neue Kirche auf dem 565 m2 großen Grundstück erbaut. Im Dezember 1958 wurde der Kostenvoranschlag vorgelegt, der sich für die 4161 m3 umbauten Raum auf 397.000 DM belief. Darin enthalten war das Inventar und die Orgel für zusammen 50.000 DM. Aufgrund der geringen Größe der Baustelle war für eine gute Raumnutzung eine Verringerung der Konstruktionsstärken notwendig. Am 22. Dezember 1958 genehmigte der Vorstand den Kostenvoranschlag und gab den Bauauftrag.
Der Bauauftrag erging am 23. Februar 1959. Den Rohbau sollte die Bauunternehmung Kurt Gallhöfer aus Düsseldorf für 139.148,55 DM aufgrund des Angebotes vom 29. Januar 1959 erstellen. Baubeginn war für Mitte März 1959 vorgesehen, bis Ende Juni sollte das Dach fertiggestellt sein.
Die Orgel wurde von der Firma Eberhard Friedrich Walcker aus Ludwigsburg gebaut. Sie hat 15 Register (davon 13 klingende und zwei Transmissionen) auf zwei Manualen und Pedal. Die beiden Manuale haben den Umfang C–g3, das Pedal C–f1. Es gibt 88 Holz- und 952 Zinnpfeifen. Das Instrument gehört zu den kleineren Werken der Firma. Das erste Angebot für die Orgel belief sich auf 28.400 DM. Der Spieltisch sollte auf der Empore stehen und die Orgel vom Speicher aus zugänglich sein. Durch die Erweiterung der Disposition erhöhte sich der Preis auf 30.830 DM. Sie sollte am 15. Dezember 1959 spielfertig aufgebaut sein.
Das Richtfest wurde, etwas verspätet, am 14. August 1959 gefeiert. Die Bauabnahme erfolgte einen Tag vor der Kirchweihe am 22. Januar 1960. Die anfängliche Kostenschätzung konnte nicht eingehalten werden; allein das Inventar und die Orgel verschlangen 12.000 DM mehr als vorgesehen.
Genau fünf Jahre nach der Trennung von der Neuapostolischen Kirche wurde die neue Kirche am 23. Januar 1960 von „Apostel“ Kuhlen eingeweiht. Von den 15 Gründungsmitgliedern der Gemeinschaft nahmen alle bis auf den verstorbenen „Ältesten“ Blume teil.
Zur Straßenseite hin besteht die Kirche aus zwei Geschossen, zur Hofseite aus dreien. Im etwas erhöhten Erdgeschoss befinden sich ein Gemeindesaal, das Foyer und Kirchencafé, die Garderobe, die Toiletten und das Ämterzimmer sowie der Kleinkinderraum. 1966 wurden die Büroräume der Verwaltung der Gemeinschaft im zum Hof hin offenen Kellergeschoss für 27.539 DM eingebaut. 1991 wurden diese erweitert. Auch der Jugendraum und das Archiv befinden sich dort. 1976 wurde vom Architekten Rudolf Büche aus Emmerich ein Anbau im Hof erstellt, der das neue Ämterzimmer aufnahm, während das alte zur Küche umgebaut wurde. Im Obergeschoss ist die eigentliche Gottesdienststätte der Gemeinde mit einer umlaufenden Empore. Die Kirche hatte anfangs 635 Sitzplätze, davon 225 auf der Empore. Für größere Veranstaltungen konnte die Kapazität auf bis zu 760 Plätze erhöht werden.
1982 wurde die Kirche innen und 1988 außen gestrichen. Im Dezember 1988 wurde das Strahlenkreuz an der Außenfassade für 3.400 DM angebracht. 1989 wurde der Treppenlift eingebaut. Kleinere Veränderungen und Anstriche wurden im Laufe der Zeit ausgeführt. Ab 2003 begann die Gemeinde durch zweckgebundene Spenden und Zuschüsse der Gemeinschaft mit der ca. 25.000 EUR teuren Sanierung der unteren Etage. Der Linoleumbelag wurde im Frühjahr 2003 durch terrakottafarbene Boden- und Treppenfliesen ersetzt, es erfolgte ein gesamter neuer Anstrich und der Umbau der Garderobe zum Kirchencafé. Für eine weitergehende Sanierung fehlten die Mittel. Im Sommer 2009 gab dann der Kirchenvorstand nach 28 Jahren „grünes Licht“ für Renovierung und Sanierung des oberen Kirchensaales. Dafür wurden 40.000 EUR bereitgestellt. Ein Bauausschuss holte Angebote bei Malern und Parkett- sowie Teppichlegern ein. Es zeigte sich, dass aufgrund des hohen Sanierungsaufwandes das Budget bereits mit den Innenarbeiten erschöpft sein würde. Ein gewünschter Außenanstrich für ca. 20.000 EUR wurde im Herbst 2009 durch den Vorstand genehmigt und finanziert.
Zu den Sanierungsmaßnahmen zählten insbesondere: Parkettsanierung und Anstrich im Kirchensaal. Dabei war es dem Bauausschuss wichtig, optische Akzente zu setzen und die seit fast 50 Jahren gelb-grau-grün wirkende Kirche moderner und freundlicher zu gestalten. Es wurde daher ein intensives Rot für die Fenster„säulen“ und die vier massiven Deckenträger gewählt. Die Bestuhlung, die bereits vor einigen Jahren in zwei halbrunde Blöcke aufgeteilt worden war, wurde nun in drei Blöcke geteilt. Im unteren Bereich ist dadurch Platz für 180 Personen. Die beiden hofseitigen Treppenhäuser wurden auch gestrichen und mit einem neuen Bodenbelag auf den Treppen und Absätzen ausgestattet. Dabei wurden auch die hellroten, zu empfindlichen Teppichböden im unteren Bereich ausgetauscht. Neue Leuchten in den Treppenhäusern sowie eine indirekte Beleuchtung des Holzkreuzes im Kirchenraum wie des Fassadenkreuzes durch LEDs wurden ebenfalls finanziert.
Im Kirchsaal befindet sich seit etlichen Jahren eine elektrisch bedienbare Leinwand über dem Altar, um während des Gottesdienstes den Ablauf und das Predigtwort sowie Informationen einzublenden. Während der Sanierung wurde die Leinwand mit einem Kasten verkleidet, in den fünf Halogenstrahler eingebaut wurden, die den Altar beleuchten. Außerdem wird seit der Renovierung dauerhaft ein Ambo zur Wortverlesung und für Bekanntgaben genutzt. Da der ursprüngliche Altar nach Entfernen eines früheren Podestes sehr erhöht und als Solitär sehr wuchtig wirkte, wurde er 2014 abgebaut und aus den Säulenelementen ein neuer Altartisch gefertigt, der mit satinierten Glasplatten als verkleidet ist. Aus einer Säule wurde ein Ambo gebaut.
Nach dem Umzug der Gemeinde Köln wurde der dort vorhandene Flügel nach Düsseldorf verbracht.